# Radio Estrella del Mar
Radio Estrella del Mar es un conglomerado de radioemisoras del obispado de Ancud conformado por ocho estaciones localizadas en Ancud, Castro, Quellón, Achao, Palena, Futaleufú, Melinka y Chaitén (silenciada por la erupción del volcán Chaitén), y que fue fundada el 25 de marzo de 1982, aunque sus transmisiones comenzaron el día 24 de diciembre de 1981.

## Historia
Considerada como una iniciativa social de alto impacto, su creación se enmarcó en los esfuerzos de diversas organizaciones y agrupaciones latinoamericanas que propendieron a la creación de

«(...) miles de proyectos de comunicación alternativa usando técnicas tan diversas como teatro, danza, marionetas, murales, impresos, videos, radio, casetes y altavoces. Exploraron la comunicación horizontal y participativa, la concientización y las metodologías de acción-investigación; todas apuntando a un sólo objetivo: la transformación de las comunidades dominadas, pasivas y sin voz en sujetos activos de sus propios destinos» (Rodríguez, 2007, p. 178).

La radio pertenece al movimiento de radios populares y comunitarias que surgieron en Chile a partir de la década del 60 y 70, siendo concebida en un contexto de control ideológico sobre los medios de comunicación de la dictadura de Augusto Pinochet. Su licencia de radiodifusión fue gestionada por el obispo de Ancud de aquella época Mons. Juan Luis Ysern de Arce, quien a finales de la década del 70 fundamentaba ante diversas agencias de cooperación europeas la necesidad de la creación de una radioemisora en Ancud post acción opositora al Proyecto Astillas de Chiloé, señalando que esta

«(...) es instrumento de primera magnitud para que todos los proyectos aumenten su fuerza y puedan alcanzar el sentido deseado. Es pues un elemento clave para dar eficacia al modelo de desarrollo que se pretende y un instrumento apto para crear el ambiente necesario para prevenir los problemas de impacto cultural» (Ysern, 1979, citado en Jerez, 2003, p. 28).

Dentro de sus objetivos institucionales, se destaca como misión el rescate y la preservación de la identidad cultural de Chiloé, incluyendo la promoción de los derechos humanos y la participación ciudadana.